# Euarestella megacephala
Euarestella megacephala är en tvåvingeart som först beskrevs av Friedrich Hermann Loew 1846.  Euarestella megacephala ingår i släktet Euarestella och familjen borrflugor.
Artens utbredningsområde är Italien. Inga underarter finns listade i Catalogue of Life.